# San Pedro de Latarce
San Pedro de Latarce est une commune de la province de Valladolid dans la communauté autonome de Castille-et-León en Espagne.

## Sites et patrimoine
Les édifices les plus caractéristiques de la commune sont :
- Château (es) ;
- Église Nuestra Señora de la Concepción ;
- Chapelle de la Virgen de la Bóveda.

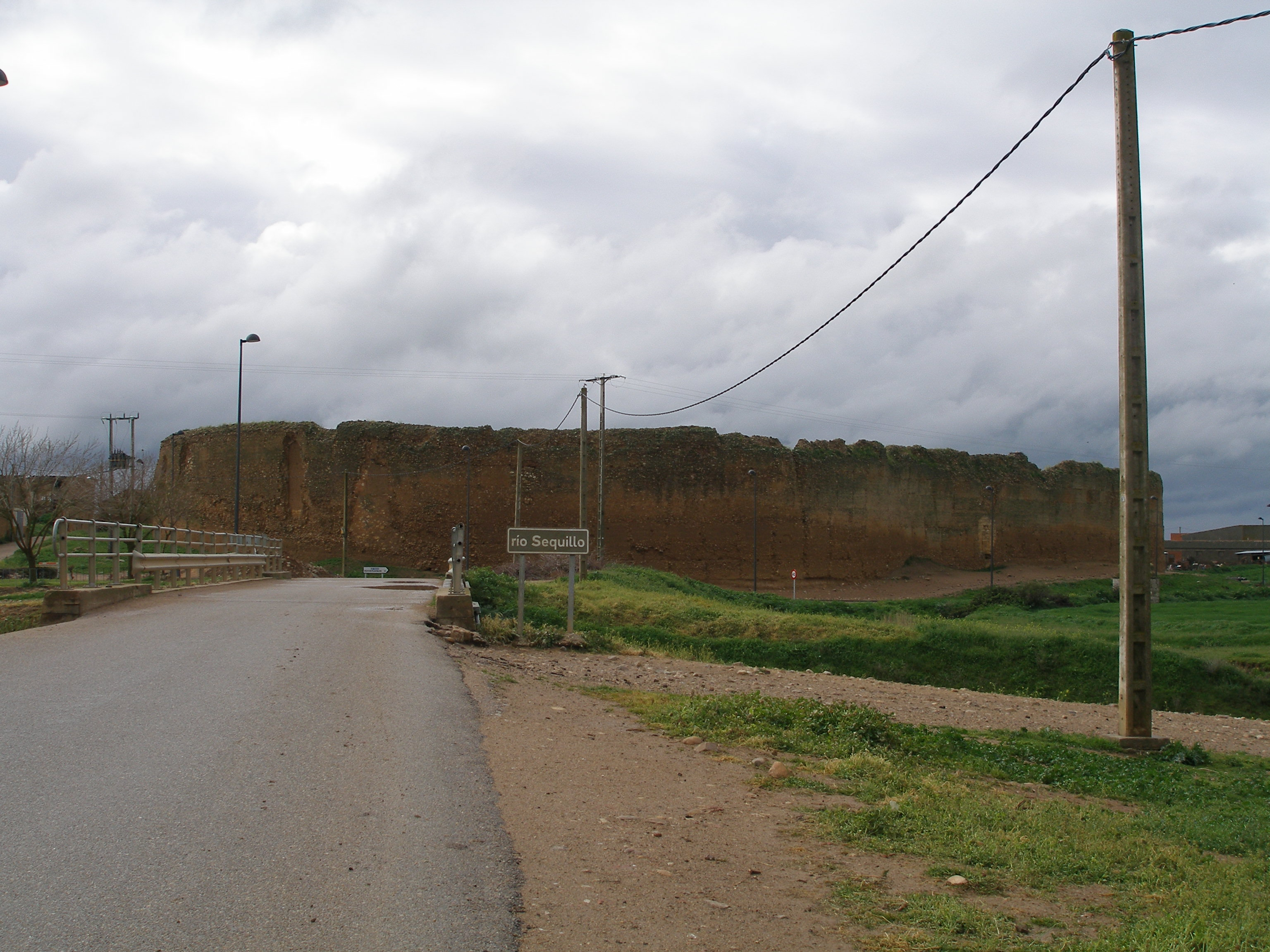
Le château.
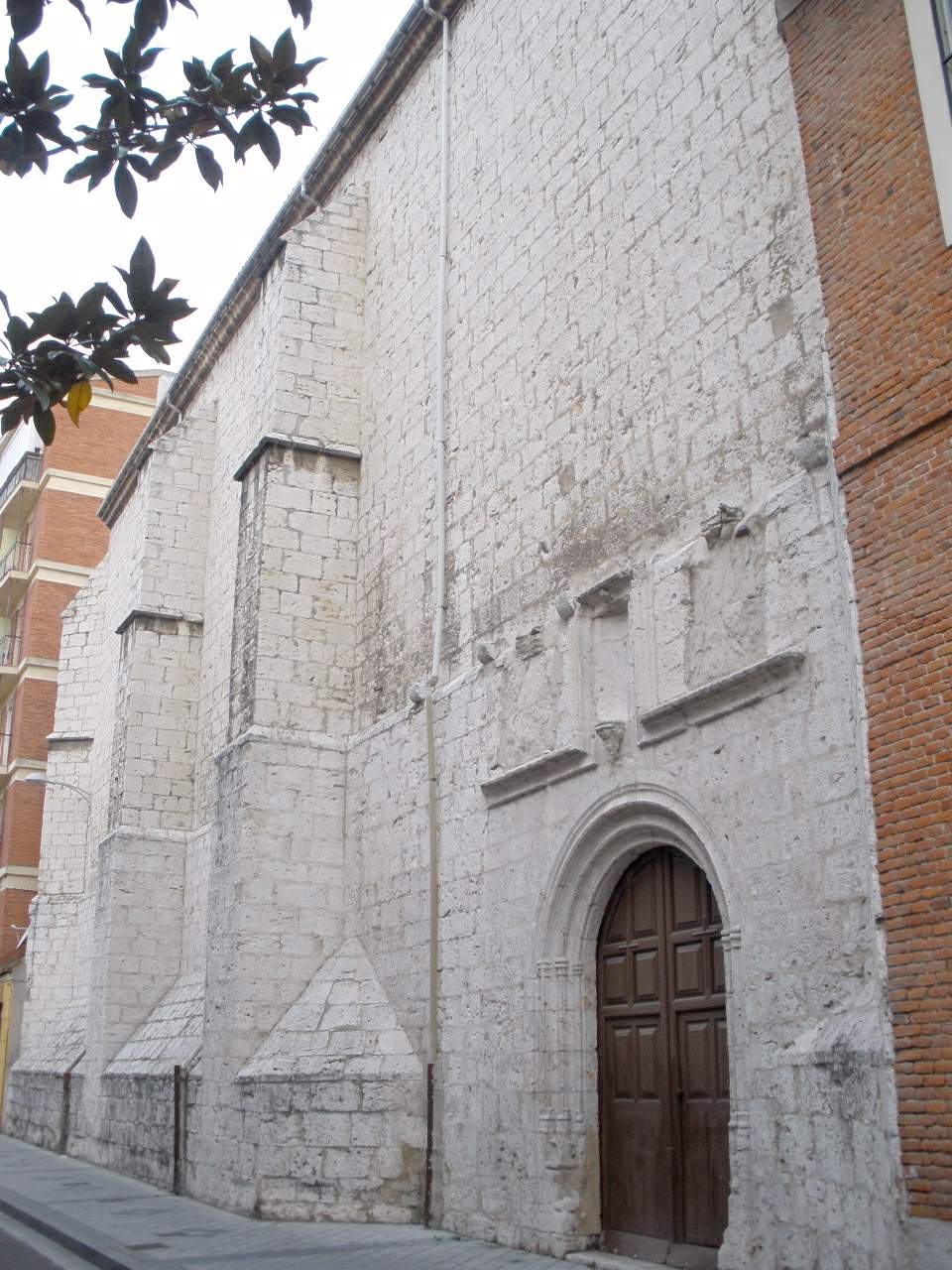
Église Nuestra Señora de la Concepción.
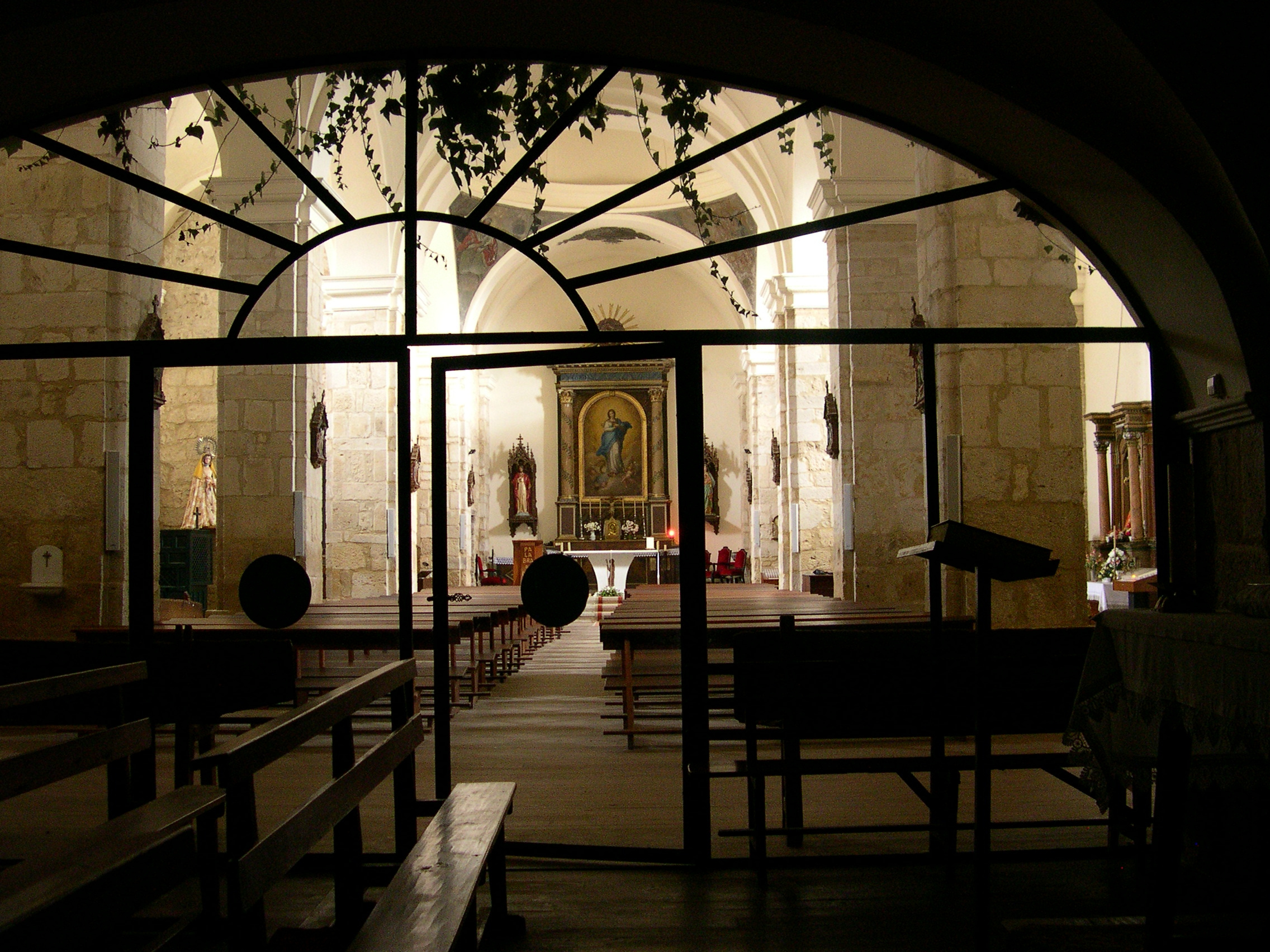
Intérieur de l'église.
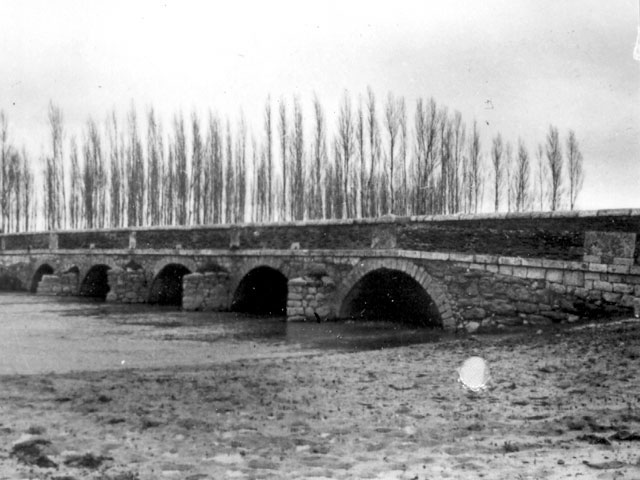
Pont de pierre sur le río Sequillo. Fondation Joaquín Díaz.